# NGC 7428
NGC 7428 este o galaxie situată în constelația Peștii. A fost descoperită în 27 iulie 1864 de către Albert Marth.